# Susan Henning
Susan Henning (* 20. Januar 1947 in Los Angeles, Kalifornien) ist ein ehemaliges US-amerikanisches Model, das auch als Tänzerin und Schauspielerin agierte. 

## Leben
Susan Patricia Henning wurde in North Hollywood geboren und wuchs im San Fernando Valley auf. Ihr Vater ist deutsch-irischer Abstammung, die Mutter wurde in Schweden geboren. Ihre Vornamen erhielt sie zu Ehren der Schauspielerin Susan Hayward und der Autorin Patricia Ziegfeld Stephenson.  
Bereits im Alter von sechs Jahren arbeitete Susan zum ersten Mal als Model und ging dieser Tätigkeit über einen Zeitraum von zwölf Jahren nach, wobei sie unter anderem für Pepsi posierte.  
Ihre erste Filmrolle erhielt sie in der am 4. Februar 1959 ausgestrahlten Folge The Ella Lindstrom Story der Westernserie Wagon Train. Zwei Jahre später wirkte sie als Double für Hayley Mills in dem 1961 uraufgeführten Spielfilm Die Vermählung ihrer Eltern geben bekannt mit. 
1965 wurde sie zur Miss Teen USA gewählt. 
1967 bekleidete sie eine Nebenrolle in dem Disney-Musical The Gnome-Mobile und 1968 spielte sie eine Meerjungfrau in dem Film Liebling, lass das Lügen. Die Hauptrolle im letztgenannten Film bekleidete Elvis Presley, mit dem Susan Henning auch das Finale der Bordell-Szene des Elvis TV Special 1968 drehte. Über die Comeback-Show des King of Rock ’n’ Roll hat sie ein Buch mit seltenen Aufnahmen unter dem Titel 68 herausgebracht.
Anschließend zog sie sich aus dem Showgeschäft zurück und war später nur noch in Dokumentarfilmen zu sehen. Sie ist in dritter Ehe mit Edgar Schutte verheiratet und trägt seither den Namen Susan Henning-Schutte.

## Film und Fernsehen
- 1959: Wagon Train (Fernsehserie): The Ella Lindstrom Story
- 1961: Die Vermählung ihrer Eltern geben bekannt (The Parent Trap)
- 1967: The Gnome-Mobile
- 1968: Liebling, lass das Lügen (Live a Little, Love a Little)
- 1968: Elvis TV Special 1968
- 2002: The Parent Trap: Caught in the Act (Kurzdoku, als Susan Henning-Schutte)
- 2003: The Definitive Elvis: 25th Anniversary (Dokumentarfilm)